# Metriorhynchidae
Los metriorrínquidos (Metriorhynchidae) son una familia de arcosaurios cocodriloformos talatosuquios que aparecieron a mediados del Período Jurásico, en el Calloviense, hace 167 millones de años, para desaparecer hace 112 millones de años, en el Aptiense a mediados del Cretácico, siendo conocidos de Europa y América. La familia tiene una distribución geográfica amplia, con el material encontrado en Argentina, Chile, Cuba, Inglaterra, Francia, Alemania, Italia, México, Polonia, Rusia y Suiza. El nombre Metriorhynchidae fue acuñado por el paleontólogo austríaco Leopold Fitzinger en 1843. Se define hoy en día como el clado más inclusivo que contiene a Metriorhynchus geoffroyi (Meyer, 1832) pero no a Teleosaurus cadomensis (Lamouroux, 1820) ni a Crocodylus niloticus (Laurenti, 1768). Consiste en dos subfamilias, los Metriorhynchinae y los Geosaurinae.

## Descripción
Sus cuatro patas se redujeron a unas aletas con forma de palas y a diferencia de los otros crocodilomorfos perdieron completamente sus osteodermos. De esta manera la superficie del cuerpo maximizó la hidrodinámia reduciendo el arrastre generado por el agua, pudiendo nadar mejor, cuando se impulsaban con su cola similar a la de los tiburones. Los metriorrínquidos fueron el único grupo de arcosaurios completamente adaptado para una vida marina al convertirse en animales pelágicos, especializándose más en el medio acuático que las aves marinas y los pterosaurios técnicamente pelágicos como los nictosáuridos. Al tener colas con aleta, una musculatura de las extremidades reducida y huesos largos comparables histológicamente con el de otros animales exclusivamente acuáticos, eran casi con certeza incapaces de desplazarse por tierra; esto combinado con su inusualmente alta abertura de las caderas, como ha sido visto en otros reptiles totalmente acuáticos como el vivíparo Keichousaurus, ha llevado a proponer la hipótesis de que los metriorrínquidos daban a luz crías vivas.

## Clasificación
El género tipo para Metriorhynchidae es Metriorhynchus del Jurásico medio en Europa. Otros géneros incluidos en esta familia son Neptunidraco, Geosaurus y Dakosaurus. 
Géneros considerados  como dudosos son Aggiosaurus y Neustosaurus.
Los géneros clasificados como Purranisaurus y Suchodus hasta hace poco se les consideraba sinónimos de Metriorhynchus, hasta que estudios más recientes los revalidaron. Caso semejante se presentó con Cricosaurus que había sido variadamente considerado como sinónimo de Metriorhynchus, Geosaurus o Dakosaurus.
El género Capelliniosuchus, que alguna vez se pensó que se trataba de un metriorrínquido similar a Dakosaurus. Sin embargo, Sirotti demostró que en realidad era un sinónimo más moderno de Mosasaurus.
Sin embargo, algunos análisis filogenéticos arrojaron dudas sobre la idea que muchos de los géneros formaran un grupo natural, es decir que se desarrollaron de un antepasado común. La monofilia de Metriorhynchus, Teleidosaurus, Geosaurus, y Dakosaurus  han sido cuestionadas. La monofilia del género pobremente conocido Cricosaurus tampoco es apoyada, mientras que Purranisaurus puede ser un género distinto de metriorrínquido. Aunque tradicionalmente se le había considerado un metriorrínquido, el género Teleidosaurus según las investigaciones realizadas muestran que se trata de una especie más primitiva que los metriorrínquidos y se le incluye ahora dentro de la superfamilia Metriorhynchoidea. La clasificación presentada por Young y Andrade en 2009 fue seguida por posteriores estudios de los Metriorhynchidae. Metriorhynchidae es un taxón basado en nodos definido en 2009 como el clado menos inclusivo consistente en Metriorhynchus geoffroyii y Geosaurus giganteus. El siguiente cladograma sigue la topología de un análisis de 2011 hecho por Andrea Cau y Federico Fanti con nombres de los clados según Young et al. 2011, usando sólo los nombres de los géneros.
|  | \| \| Cricosaurus \| \| \| \| \| \| Rhacheosaurus \| \| \| \| |
|  |                                                               |
|  | Metriorhynchinae indet. (USNM 19640)                          |
|  |                                                               |
|  | Cricosaurus                                                   |
|  |                                                               |
|  | Rhacheosaurus                                                 |
|  |                                                               |

|  | Cricosaurus   |
|  |               |
|  | Rhacheosaurus |
|  |               |

|  | \| \| Cricosaurus \| \| \| \| \| \| Rhacheosaurus \| \| \| \| |
|  |                                                               |
|  | Metriorhynchinae indet. (USNM 19640)                          |
|  |                                                               |
|  | Cricosaurus                                                   |
|  |                                                               |
|  | Rhacheosaurus                                                 |
|  |                                                               |

|  | Cricosaurus   |
|  |               |
|  | Rhacheosaurus |
|  |               |

|  | \| \| Cricosaurus \| \| \| \| \| \| Rhacheosaurus \| \| \| \| |
|  |                                                               |
|  | Metriorhynchinae indet. (USNM 19640)                          |
|  |                                                               |
|  | Cricosaurus                                                   |
|  |                                                               |
|  | Rhacheosaurus                                                 |
|  |                                                               |

|  | Cricosaurus   |
|  |               |
|  | Rhacheosaurus |
|  |               |

|  | \| \| Cricosaurus \| \| \| \| \| \| Rhacheosaurus \| \| \| \| |
|  |                                                               |
|  | Metriorhynchinae indet. (USNM 19640)                          |
|  |                                                               |
|  | Cricosaurus                                                   |
|  |                                                               |
|  | Rhacheosaurus                                                 |
|  |                                                               |

|  | Cricosaurus   |
|  |               |
|  | Rhacheosaurus |
|  |               |

|  | Torvoneustes                                             |
|  |                                                          |
|  | \| \| Geosaurus \| \| \| \| \| \| Dakosaurus \| \| \| \| |
|  |                                                          |
|  | Geosaurus                                                |
|  |                                                          |
|  | Dakosaurus                                               |
|  |                                                          |

|  | Geosaurus  |
|  |            |
|  | Dakosaurus |
|  |            |

|  | Torvoneustes                                             |
|  |                                                          |
|  | \| \| Geosaurus \| \| \| \| \| \| Dakosaurus \| \| \| \| |
|  |                                                          |
|  | Geosaurus                                                |
|  |                                                          |
|  | Dakosaurus                                               |
|  |                                                          |

|  | Geosaurus  |
|  |            |
|  | Dakosaurus |
|  |            |

|  | Torvoneustes                                             |
|  |                                                          |
|  | \| \| Geosaurus \| \| \| \| \| \| Dakosaurus \| \| \| \| |
|  |                                                          |
|  | Geosaurus                                                |
|  |                                                          |
|  | Dakosaurus                                               |
|  |                                                          |

|  | Geosaurus  |
|  |            |
|  | Dakosaurus |
|  |            |

|  | Torvoneustes                                             |
|  |                                                          |
|  | \| \| Geosaurus \| \| \| \| \| \| Dakosaurus \| \| \| \| |
|  |                                                          |
|  | Geosaurus                                                |
|  |                                                          |
|  | Dakosaurus                                               |
|  |                                                          |

|  | Geosaurus  |
|  |            |
|  | Dakosaurus |
|  |            |

|  | Torvoneustes                                             |
|  |                                                          |
|  | \| \| Geosaurus \| \| \| \| \| \| Dakosaurus \| \| \| \| |
|  |                                                          |
|  | Geosaurus                                                |
|  |                                                          |
|  | Dakosaurus                                               |
|  |                                                          |

|  | Geosaurus  |
|  |            |
|  | Dakosaurus |
|  |            |

|  | Torvoneustes                                             |
|  |                                                          |
|  | \| \| Geosaurus \| \| \| \| \| \| Dakosaurus \| \| \| \| |
|  |                                                          |
|  | Geosaurus                                                |
|  |                                                          |
|  | Dakosaurus                                               |
|  |                                                          |

|  | Geosaurus  |
|  |            |
|  | Dakosaurus |
|  |            |

|  | Torvoneustes                                             |
|  |                                                          |
|  | \| \| Geosaurus \| \| \| \| \| \| Dakosaurus \| \| \| \| |
|  |                                                          |
|  | Geosaurus                                                |
|  |                                                          |
|  | Dakosaurus                                               |
|  |                                                          |

|  | Geosaurus  |
|  |            |
|  | Dakosaurus |
|  |            |

|  | Torvoneustes                                             |
|  |                                                          |
|  | \| \| Geosaurus \| \| \| \| \| \| Dakosaurus \| \| \| \| |
|  |                                                          |
|  | Geosaurus                                                |
|  |                                                          |
|  | Dakosaurus                                               |
|  |                                                          |

|  | Geosaurus  |
|  |            |
|  | Dakosaurus |
|  |            |

|  | Torvoneustes                                             |
|  |                                                          |
|  | \| \| Geosaurus \| \| \| \| \| \| Dakosaurus \| \| \| \| |
|  |                                                          |
|  | Geosaurus                                                |
|  |                                                          |
|  | Dakosaurus                                               |
|  |                                                          |

|  | Geosaurus  |
|  |            |
|  | Dakosaurus |
|  |            |

|  | Torvoneustes                                             |
|  |                                                          |
|  | \| \| Geosaurus \| \| \| \| \| \| Dakosaurus \| \| \| \| |
|  |                                                          |
|  | Geosaurus                                                |
|  |                                                          |
|  | Dakosaurus                                               |
|  |                                                          |

|  | Geosaurus  |
|  |            |
|  | Dakosaurus |
|  |            |

|  | Torvoneustes                                             |
|  |                                                          |
|  | \| \| Geosaurus \| \| \| \| \| \| Dakosaurus \| \| \| \| |
|  |                                                          |
|  | Geosaurus                                                |
|  |                                                          |
|  | Dakosaurus                                               |
|  |                                                          |

|  | Geosaurus  |
|  |            |
|  | Dakosaurus |
|  |            |

|  | Torvoneustes                                             |
|  |                                                          |
|  | \| \| Geosaurus \| \| \| \| \| \| Dakosaurus \| \| \| \| |
|  |                                                          |
|  | Geosaurus                                                |
|  |                                                          |
|  | Dakosaurus                                               |
|  |                                                          |

|  | Geosaurus  |
|  |            |
|  | Dakosaurus |
|  |            |

|  | Torvoneustes                                             |
|  |                                                          |
|  | \| \| Geosaurus \| \| \| \| \| \| Dakosaurus \| \| \| \| |
|  |                                                          |
|  | Geosaurus                                                |
|  |                                                          |
|  | Dakosaurus                                               |
|  |                                                          |

|  | Geosaurus  |
|  |            |
|  | Dakosaurus |
|  |            |

|  | Torvoneustes                                             |
|  |                                                          |
|  | \| \| Geosaurus \| \| \| \| \| \| Dakosaurus \| \| \| \| |
|  |                                                          |
|  | Geosaurus                                                |
|  |                                                          |
|  | Dakosaurus                                               |
|  |                                                          |

|  | Geosaurus  |
|  |            |
|  | Dakosaurus |
|  |            |

|  | Torvoneustes                                             |
|  |                                                          |
|  | \| \| Geosaurus \| \| \| \| \| \| Dakosaurus \| \| \| \| |
|  |                                                          |
|  | Geosaurus                                                |
|  |                                                          |
|  | Dakosaurus                                               |
|  |                                                          |

|  | Geosaurus  |
|  |            |
|  | Dakosaurus |
|  |            |

|  | Torvoneustes                                             |
|  |                                                          |
|  | \| \| Geosaurus \| \| \| \| \| \| Dakosaurus \| \| \| \| |
|  |                                                          |
|  | Geosaurus                                                |
|  |                                                          |
|  | Dakosaurus                                               |
|  |                                                          |

|  | Geosaurus  |
|  |            |
|  | Dakosaurus |
|  |            |

|  | \| \| Cricosaurus \| \| \| \| \| \| Rhacheosaurus \| \| \| \| |
|  |                                                               |
|  | Metriorhynchinae indet. (USNM 19640)                          |
|  |                                                               |
|  | Cricosaurus                                                   |
|  |                                                               |
|  | Rhacheosaurus                                                 |
|  |                                                               |

|  | Cricosaurus   |
|  |               |
|  | Rhacheosaurus |
|  |               |

|  | \| \| Cricosaurus \| \| \| \| \| \| Rhacheosaurus \| \| \| \| |
|  |                                                               |
|  | Metriorhynchinae indet. (USNM 19640)                          |
|  |                                                               |
|  | Cricosaurus                                                   |
|  |                                                               |
|  | Rhacheosaurus                                                 |
|  |                                                               |

|  | Cricosaurus   |
|  |               |
|  | Rhacheosaurus |
|  |               |

|  | \| \| Cricosaurus \| \| \| \| \| \| Rhacheosaurus \| \| \| \| |
|  |                                                               |
|  | Metriorhynchinae indet. (USNM 19640)                          |
|  |                                                               |
|  | Cricosaurus                                                   |
|  |                                                               |
|  | Rhacheosaurus                                                 |
|  |                                                               |

|  | Cricosaurus   |
|  |               |
|  | Rhacheosaurus |
|  |               |

|  | \| \| Cricosaurus \| \| \| \| \| \| Rhacheosaurus \| \| \| \| |
|  |                                                               |
|  | Metriorhynchinae indet. (USNM 19640)                          |
|  |                                                               |
|  | Cricosaurus                                                   |
|  |                                                               |
|  | Rhacheosaurus                                                 |
|  |                                                               |

|  | Cricosaurus   |
|  |               |
|  | Rhacheosaurus |
|  |               |

|  | Torvoneustes                                             |
|  |                                                          |
|  | \| \| Geosaurus \| \| \| \| \| \| Dakosaurus \| \| \| \| |
|  |                                                          |
|  | Geosaurus                                                |
|  |                                                          |
|  | Dakosaurus                                               |
|  |                                                          |

|  | Geosaurus  |
|  |            |
|  | Dakosaurus |
|  |            |

|  | Torvoneustes                                             |
|  |                                                          |
|  | \| \| Geosaurus \| \| \| \| \| \| Dakosaurus \| \| \| \| |
|  |                                                          |
|  | Geosaurus                                                |
|  |                                                          |
|  | Dakosaurus                                               |
|  |                                                          |

|  | Geosaurus  |
|  |            |
|  | Dakosaurus |
|  |            |

|  | Torvoneustes                                             |
|  |                                                          |
|  | \| \| Geosaurus \| \| \| \| \| \| Dakosaurus \| \| \| \| |
|  |                                                          |
|  | Geosaurus                                                |
|  |                                                          |
|  | Dakosaurus                                               |
|  |                                                          |

|  | Geosaurus  |
|  |            |
|  | Dakosaurus |
|  |            |

|  | Torvoneustes                                             |
|  |                                                          |
|  | \| \| Geosaurus \| \| \| \| \| \| Dakosaurus \| \| \| \| |
|  |                                                          |
|  | Geosaurus                                                |
|  |                                                          |
|  | Dakosaurus                                               |
|  |                                                          |

|  | Geosaurus  |
|  |            |
|  | Dakosaurus |
|  |            |

|  | Torvoneustes                                             |
|  |                                                          |
|  | \| \| Geosaurus \| \| \| \| \| \| Dakosaurus \| \| \| \| |
|  |                                                          |
|  | Geosaurus                                                |
|  |                                                          |
|  | Dakosaurus                                               |
|  |                                                          |

|  | Geosaurus  |
|  |            |
|  | Dakosaurus |
|  |            |

|  | Torvoneustes                                             |
|  |                                                          |
|  | \| \| Geosaurus \| \| \| \| \| \| Dakosaurus \| \| \| \| |
|  |                                                          |
|  | Geosaurus                                                |
|  |                                                          |
|  | Dakosaurus                                               |
|  |                                                          |

|  | Geosaurus  |
|  |            |
|  | Dakosaurus |
|  |            |

|  | Torvoneustes                                             |
|  |                                                          |
|  | \| \| Geosaurus \| \| \| \| \| \| Dakosaurus \| \| \| \| |
|  |                                                          |
|  | Geosaurus                                                |
|  |                                                          |
|  | Dakosaurus                                               |
|  |                                                          |

|  | Geosaurus  |
|  |            |
|  | Dakosaurus |
|  |            |

|  | Torvoneustes                                             |
|  |                                                          |
|  | \| \| Geosaurus \| \| \| \| \| \| Dakosaurus \| \| \| \| |
|  |                                                          |
|  | Geosaurus                                                |
|  |                                                          |
|  | Dakosaurus                                               |
|  |                                                          |

|  | Geosaurus  |
|  |            |
|  | Dakosaurus |
|  |            |

|  | Torvoneustes                                             |
|  |                                                          |
|  | \| \| Geosaurus \| \| \| \| \| \| Dakosaurus \| \| \| \| |
|  |                                                          |
|  | Geosaurus                                                |
|  |                                                          |
|  | Dakosaurus                                               |
|  |                                                          |

|  | Geosaurus  |
|  |            |
|  | Dakosaurus |
|  |            |

|  | Torvoneustes                                             |
|  |                                                          |
|  | \| \| Geosaurus \| \| \| \| \| \| Dakosaurus \| \| \| \| |
|  |                                                          |
|  | Geosaurus                                                |
|  |                                                          |
|  | Dakosaurus                                               |
|  |                                                          |

|  | Geosaurus  |
|  |            |
|  | Dakosaurus |
|  |            |

|  | Torvoneustes                                             |
|  |                                                          |
|  | \| \| Geosaurus \| \| \| \| \| \| Dakosaurus \| \| \| \| |
|  |                                                          |
|  | Geosaurus                                                |
|  |                                                          |
|  | Dakosaurus                                               |
|  |                                                          |

|  | Geosaurus  |
|  |            |
|  | Dakosaurus |
|  |            |

|  | Torvoneustes                                             |
|  |                                                          |
|  | \| \| Geosaurus \| \| \| \| \| \| Dakosaurus \| \| \| \| |
|  |                                                          |
|  | Geosaurus                                                |
|  |                                                          |
|  | Dakosaurus                                               |
|  |                                                          |

|  | Geosaurus  |
|  |            |
|  | Dakosaurus |
|  |            |

|  | Torvoneustes                                             |
|  |                                                          |
|  | \| \| Geosaurus \| \| \| \| \| \| Dakosaurus \| \| \| \| |
|  |                                                          |
|  | Geosaurus                                                |
|  |                                                          |
|  | Dakosaurus                                               |
|  |                                                          |

|  | Geosaurus  |
|  |            |
|  | Dakosaurus |
|  |            |

|  | Torvoneustes                                             |
|  |                                                          |
|  | \| \| Geosaurus \| \| \| \| \| \| Dakosaurus \| \| \| \| |
|  |                                                          |
|  | Geosaurus                                                |
|  |                                                          |
|  | Dakosaurus                                               |
|  |                                                          |

|  | Geosaurus  |
|  |            |
|  | Dakosaurus |
|  |            |

|  | Torvoneustes                                             |
|  |                                                          |
|  | \| \| Geosaurus \| \| \| \| \| \| Dakosaurus \| \| \| \| |
|  |                                                          |
|  | Geosaurus                                                |
|  |                                                          |
|  | Dakosaurus                                               |
|  |                                                          |

|  | Geosaurus  |
|  |            |
|  | Dakosaurus |
|  |            |

|  | Torvoneustes                                             |
|  |                                                          |
|  | \| \| Geosaurus \| \| \| \| \| \| Dakosaurus \| \| \| \| |
|  |                                                          |
|  | Geosaurus                                                |
|  |                                                          |
|  | Dakosaurus                                               |
|  |                                                          |

|  | Geosaurus  |
|  |            |
|  | Dakosaurus |
|  |            |

### Lista de géneros
El género tipo de la familia Metriorhynchidae es Metriorhynchus del Jurásico Medio y Superior. Otros géneros incluidos en la familia son Cricosaurus, Geosaurus y Dakosaurus. Aunque una vez se lo consideró un metriorrínquido, Teleidosaurus ha sido reclasificado como un animal algo más distantemente relacionado dentro de la superfamilia Metriorhynchoidea.
Dentro de la familia, el género Neustosaurus es considerado como un nomen dubium ("nombre dudoso").
El género Capelliniosuchus fue alguna vez considerado como un metriorrínquido similar a Dakosaurus. Sin embargo, Sirotti demostró que es un sinónimo más moderno de Mosasaurus.
| Género            | Estatus      | Era                                  | Lugar                                          | Descripción                         | Sinónimos                                  | Imágenes |  |
| ----------------- | ------------ | ------------------------------------ | ---------------------------------------------- | ----------------------------------- | ------------------------------------------ | -------- |  |
| - Cricosaurus     | Válido       | Jurásico Superior–Cretácico Inferior | - Europa - América del Norte - América del Sur |                                     | - Enaliosuchus                             |          |  |
| - Dakosaurus      | Válido       | Jurásico Superior–Cretácico Inferior | - Europa - América del Norte - América del Sur |                                     | - Aggiosaurus - Dacosaurus (lapsus calami) |          |  |
| - Geosaurus       | Válido       | Jurásico Superior–Cretácico Inferior | - Europa                                       |                                     | - Brachytaenius - Halilimnosaurus          |          |  |
| - Gracilineustes  | Válido       | Jurásico Medio–Jurásico Superior     | - Europa                                       |                                     |                                            |          |  |
| - Maledictosuchus | Válido       | Jurásico Medio                       | - Europa                                       |                                     |                                            |          |  |
| - Metriorhynchus  | Válido       | Jurásico Medio–Jurásico Superior     | - Europa                                       |                                     | - Metiorychus (lapsus calami)              |          |  |
| - Neptunidraco    | Válido       | Jurásico Medio                       | - Europa                                       |                                     |                                            |          |  |
| - Neustosaurus    | nomen dubium |                                      |                                                | — potencial sinónimo de Cricosaurus |                                            |          |  |
| - Plesiosuchus    | Válido       | Jurásico Superior                    | - Europa                                       |                                     |                                            |          |  |
|                   |              |                                      |                                                |                                     |                                            |          |  |
| - Purranisaurus   | Válido       | Jurásico Medio–Jurásico Superior     | - América del Sur                              |                                     |                                            |          |  |
| - Rhacheosaurus   | Válido       | Jurásico Superior                    | - Europa                                       |                                     |                                            |          |  |
| - Suchodus        | Válido       | Jurásico Medio–Jurásico Superior     | - Europa                                       |                                     |                                            |          |  |
| - Torvoneustes    | Válido       | Jurásico Superior                    | - Europa                                       |                                     |                                            |          |  |